# Leptogaster venustus
Leptogaster venustus är en tvåvingeart som beskrevs av Bromely 1929. Leptogaster venustus ingår i släktet Leptogaster och familjen rovflugor.
Artens utbredningsområde är Kuba. Inga underarter finns listade i Catalogue of Life.